# 富山県道172号八幡田稲荷線
富山県道172号八幡田稲荷線（とやまけんどう172ごう はちまんだいなりせん）は、富山県富山市を起点・終点とする一般県道（富山県道）。

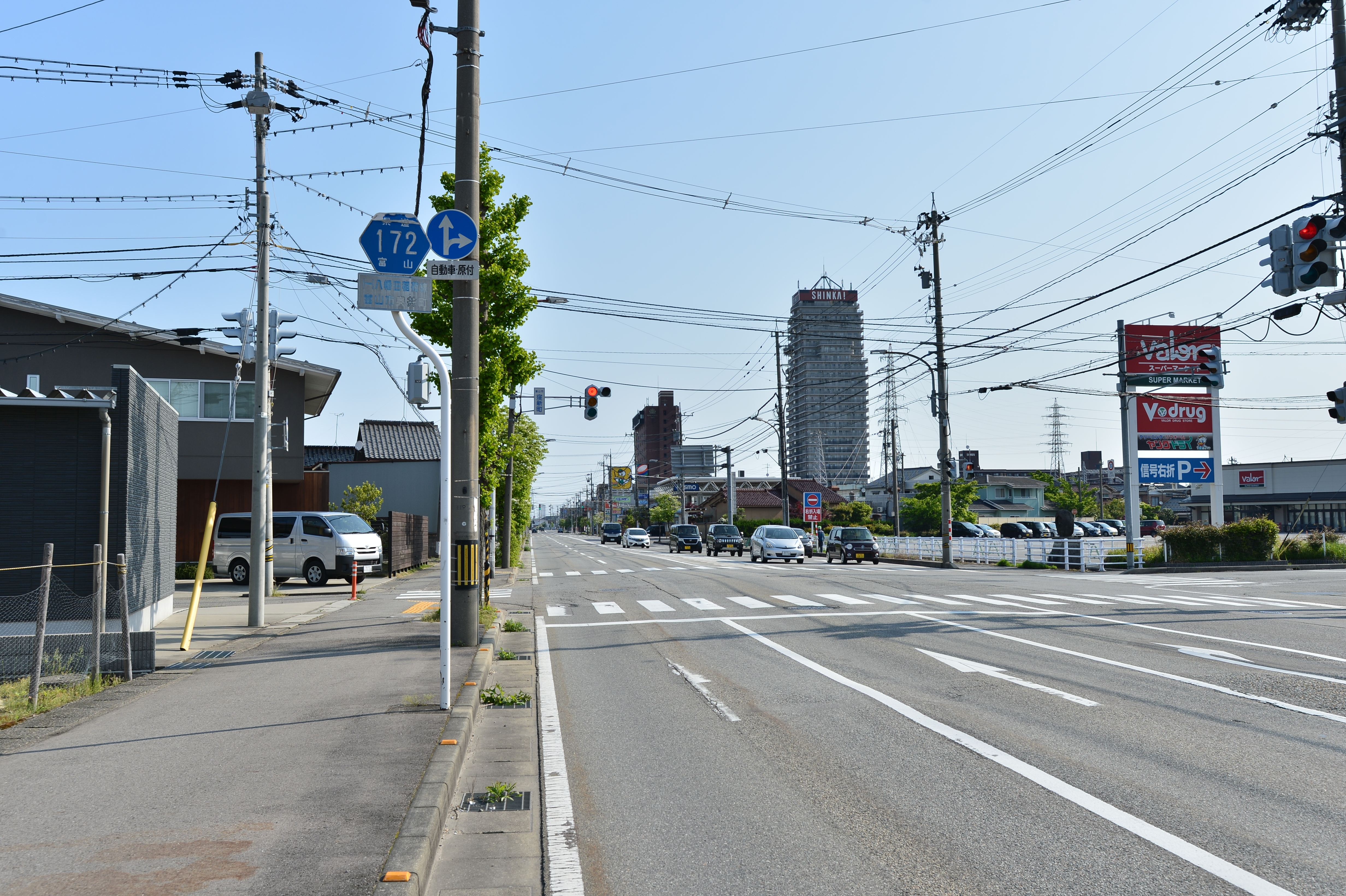
富山県道172号八幡田稲荷線
富山市奥井町（2022年5月）

## 概要
富山県道30号富山港線とともに富山市街と北部の岩瀬地区とを結んでおり、伏木富山港富山地区（富山港）の取扱貨物の輸送ルートとなっていることから、地元では産業道路の通称で呼ばれる。

### 路線データ
- 起点：富山県富山市海岸通（富山市海岸通字八幡田割）
- 終点：富山県富山市東町（国道41号交点）

### 沿革
- 1960年（昭和35年） - 制定。
- 1966年（昭和41年）5月31日 - 国鉄北陸本線（現・あいの風とやま鉄道線）・富山地方鉄道本線をオーバーパスする立体交差（延長692m、幅員22m）が完成[1]。

## 路線状況

### 別名
- しののめ通り（富山市）
- 産業道路(富山市)

## 地理

### 通過する自治体
- 富山県富山市

### 交差する道路
- 海岸通り交差点・富山県道1号富山魚津線
- 中田交差点・国道415号
- 富山県道173号千原崎東富山停車場線
- 富山県道177号蓮町新庄線（重複区間あり）
- 豊田東交差点・国道8号富山高岡バイパス
- 窪本町交差点・富山市道綾田北代線
- 稲荷元町交差点・ひまわり通り
- 稲荷町1丁目交差点・富山県道316号稲荷町新庄線
- 東町交差点・国道41号

### 周辺
- JR北陸新幹線・高山本線 富山駅
- あいの風とやま鉄道あいの風とやま鉄道線
  - 東富山駅
  - 新富山口駅
  - 富山駅
- 富山地方鉄道
  - 富山港線
    - 奥田中学校前駅

  - 本線
    - 電鉄富山駅
    - 稲荷町駅

  - 不二越線
    - 稲荷町駅
- 日本貨物鉄道（JR貨物） 富山貨物駅
- 富山市立豊田小学校
- 富山市立柳町小学校
- 富山市立北部中学校
- 富山市立奥田中学校
- 富山県岩瀬スポーツ公園
- 稲荷公園
- 富山医療生活協同組合 富山協立病院
- 三菱ケミカル 富山事業所
- 不二越 東富山事業所
- 大広田ショッピングセンタールミネス
- アピアショッピングセンター
- DCM 富山大広田店
- ジョイフルシマヤ 豊田店
- 文苑堂書店 富山豊田店
- ケーズデンキ 富山豊田店

ほか多数